# 이라크 왕국
이라크 하심 왕국(아랍어:  المملكة العراقية الهاشمية)은 1932년부터 1959년까지 오늘날 이라크 지역에 존재했던 왕국이다.
제1차 세계대전 중 메소포타미아 전역에서 오스만 제국이 패배하고 영국의 통치령이 세워졌다. 본래 국제연맹의 합의 내용에 따라 영국의 영토로 주어질 예정이었는데 1920년 이에 반대하는 이라크인들의 봉기가 일어나 이들의 요구에 따라 왕국으로서 독립국가를 수립할 것이 약속되었고 그렇게 1921년 성립한 하심가 왕조의 첫 군주는 전 시리아 국왕이던 파이살 1세였다. 이후 1932년까지 영국군의 위임통치를 받다가 완전히 독립하였다.
정치적 불안은 1936년의 첫 번째 쿠데타와 수많은 반란으로 계속되었다. 제2차 세계 대전 중 군대 내 조직이던 황금 방진(Golden Square)이 1941년 라시드 알리 알-가일라니(Rashid Ali al-Gaylani)의 주도로 쿠데타를 일으켜 당시 왕자로서 섭정을 맡고 있던 압드 알-일라흐('Abd al-Ilah)의 정부를 무너뜨리고 친나치 정부를 수립하였다. 이에 영국군이 상륙하며 영국-이라크 전쟁이 발발한 이후 친독 정부는 빠르게 무너졌고 연합군의 점령 하에 놓여 2차 대전 동안 비시 프랑스령 시리아 공세나 영국-소련의 이란 침공의 전초 기지 역할을 했다. 이동안 무스타파 바르자니가 이끄는 쿠르드족 반란이 일어났다가 실패하기도 했다.
전후 이라크 왕국은 국제연합에 가입하였다. 이후 아랍 연맹의 창설 멤버국이 되었고, 연맹의 국가들과 함께 새로 수립된 이스라엘을 공격하여 1948년 아랍-이스라엘 전쟁을 벌이기도 했다. 1958년 이집트와 시리아가 합하여 아랍 연합 공화국을 세우자 이에 맞서기 위해 섭정 압드 알-일라흐가 요르단의 후세인 국왕과 합의하여 같은 해 2월 아랍 연방을 수립하였다. 그러나 몇달만인 1958년 7월 14일, 압둘카림 카심이 이끄는 군대 조직이 7.14 혁명으로 불리는 쿠데타를 일으켜 이라크 왕국은 전복되었고 이후 이라크 공화국이 세워져 오늘날에 이른다.

## 역대 군주
군주는 하심가의 일원들이었으며, 역대 국왕들은 다음과 같다.
- 파이살 1세 (재위: 1921년-1933년)
- 가지 1세 (재위: 1933년-1939년)
- 파이살 2세 (재위: 1939년-1958년)

이라크 왕조는 아브드 알 카림 카심 장군이 이끄는 자유 장교단의 쿠데타로 폐지되었다.

## 같이 보기
- 이라크
- 이라크의 역사